# Stade Sportif Sfaxien
Stade Sportif Sfaxien (arabisch الملعب الرياضي الصفاقسي, DMG al-Malʿab ar-Riyāḍī aṣ-Ṣafāqusī) ist ein tunesischer Sportverein aus der Hafenstadt Sfax. Der Verein spielt in der zweiten Liga Tunesiens. Die Heimspiele werden im Stadion des 2. März ausgetragen.
In Ausnahmefällen finden Heimspiele im Stade Taïeb Mhiri statt, dem Stadion des CS Sfaxien, des populärsten und erfolgreichsten Vereins der Stadt.
Der größte Rivale des SS Sfaxien ist Sfax Railways Sports. Es besteht auch eine Rivalität zum Océano Club de Kerkennah.

## Sportliche Bilanz

### Titel
Die Meisterschaften sind keine gesamtnationalen Titel, sondern regionale Titel. Die zweite Liga war lange zweigleisig.
- Zweitligameister (5)
  - 1964, 1971, 1973, 1977, 1983
- Drittligameister (2)
  - 2005, 2013
- Viertligameister
  - 2010

### Erstligasaisons
Stade Sportif Sfaxien war sieben Saisons erstklassig. Abgesehen von den Saisons 1977/78 und 1983/84 stieg man nach jedem Aufstieg direkt wieder ab.
| Saison  | Position | S  | U  | N   | Tore | Gegentore | Punkte |
| ------- | -------- | -- | -- | --- | ---- | --------- | ------ |
| 1968/69 | 13.      | 6  | 7  | 13  | 24   | 36        | 45     |
| 1971/72 | 14.      | 2  | 4  | 20  | 16   | 60        | 34     |
| 1973/74 | 14.      | 4  | 7  | 15  | 24   | 52        | 41     |
| 1977/78 | 12.      | 6  | 9  | 11  | 25   | 36        | 47     |
| 1978/79 | 14.      | 2  | 7  | 17  | 18   | 51        | 37     |
| 1983/84 | 10.      | 6  | 9  | 11  | 24   | 32        | 47     |
| 1984/85 | 13.      | 7  | 5  | 14  | 20   | 33        | 45     |
| Total   | Total    | 33 | 48 | 101 | 151  | 300       | 296    |

### Pokalbilanz
Die Achtelfinalteilnahme gilt als bestes Ergebnis. Dies erreichte der Verein im Coupe de Tunisie mehrfach. In der Saison 2007/08 war man Drittligist und kam bis ins Viertelfinale, welches gegen CS Hammam-Lif verloren ging (1:3).
In der Saison 2009/10 spielte man erstmals in der vierten Liga, erreichte aber erneut das Viertelfinale. Man besiegte den Rivalen Océano Club Kerkennah und JS Soukra. Im Viertelfinale traf man im Stade El Menzah auf Club Africain, einer der erfolgreichsten Vereine in der Sportgeschichte Tunesiens. Wenig überraschend schied man aus. Der SS Sfaxien spielte mutig und offensiv, verlor aber am Ende ohne ein eigenes Tor erzielt zu haben mit 0:5.

## Basketballabteilung
Die Mannschaft wurde in der Saison 2020/21 Meister der zweiten Liga und stieg somit in die erste Basketball-Liga Tunesiens auf. Man stieg in der Erstligasaison auf dem letzten Platz ab.

### Erfolge
- Meister der zweiten Liga
  - 2021